# Ofa Tu'ungafasi

a Compétitions nationales et continentales officielles uniquement.

b Matchs officiels uniquement.
Dernière mise à jour le 25 novembre 2024.
Ofa Tu'ungafasi, né le 19 avril 1992 à Kanolupolu (Tonga), est un joueur de rugby à XV international néo-zélandais. Il joue au poste de pilier. Il évolue avec la franchise de Super Rugby des Blues depuis 2013, et avec la province d'Auckland en NPC depuis 2012.

## Biographie
Ofa Tu'ungafasi est né dans le petit village de Kanolupolu sur l'île de Tongatapu aux Tonga. Il fait partie d'une famille nombreuse, avec neuf frères et deux sœurs. À la recherche d'une meilleure vie, sa famille émigre en Nouvelle-Zélande en 2006, alors qu'il est âgé de 14 ans,.
En Nouvelle-Zélande, sa famille s'installe dans la banlieue d'Auckland, et Tu'ungafasi est scolarisé au lycée de Māngere. Son adaptation est difficile dans la mesure où il ne parle pas un mot d' anglais à son arrivée. Il finit néanmoins par être diplômé, et rejoint ensuite l'Unitec Institute of Technology (en), où il suit pendant deux ans des études dans le domaine du sport, avant de privilégier sa carrière de joueur en 2013.
Il est le fils de Mofuike Tuʻungafasi (en), ancien joueur de rugby à XV international tongien au poste de deuxième ligne, ayant disputé la Coupe du monde 1987. Deux de ses frères cadets, Isileli (en) et Leka (en), sont également des joueurs professionnels de rugby, et jouent comme lui au poste de pilier,.
Tu'ungafasi se convertit à l'Islam en mars 2019, suivant son coéquipier et ami Sonny Bill Williams.

## Carrière

### En club

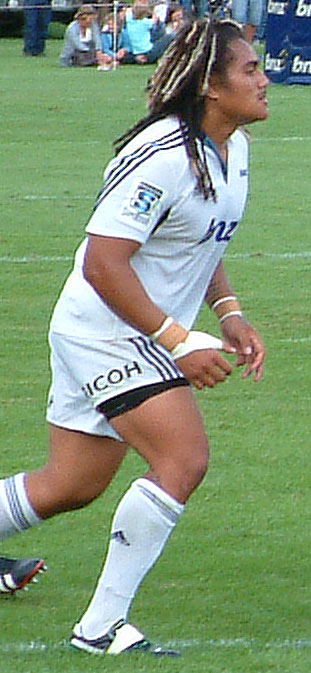
Ofa Tu'ungafasi sous le maillot des Blues en 2013.

Ofa Tu'ungafasi commence à jouer au rugby dans son pays natal, puis continue la pratique en Nouvelle-Zélande avec l'équipe du lycée de Māngere. Grâce à son talent et son gros gabarit, il joue rapidement avec l'équipe première de l'établissement, et en devient le capitaine. Le «Māngere College» n'étant pas un établissement réputé, et son équipe ne jouant qu'en seconde division du championnat d'Auckland, Tu'ungafasi reçoit plusieurs offres de la part de d'autres écoles. Il fait néanmoins le choix de rester fidèle à son lycée jusqu'à la fin de sa scolarité.
Parallèlement au championnat lycéen, il représente les équipes jeunes de la province d'Auckland, ainsi que celle des Blues. C'est avec Auckland qu'il effectue sa transition su poste de troisième ligne vers celui du pilier.
Après avoir été diplômé, Tu'ungafasi rejoint le club amateur du Grammar Carlton TEC, tout en continuant à faire partie de l'académie de la province d'Auckland,. Avec cette équipe, il remporte le championnat de la région d'Auckland en 2012. La même année, il joue avec l'équipe Development (espoir) des Blues,.
Toujours en 2012, il est retenu dans l'effectif senior d'Auckland pour disputer la saison de National Provincial Championship (NPC). Il fait ses débuts professionnels le 1er septembre 2012 contre Manawatu. Il dispute six matchs lors de sa première saison.
Peu après sa première saison au niveau provincial, il obtient un contrat de trois saisons avec la franchise des Blues à partir de la saison 2013 de Super Rugby,. Il joue son premier match dans cette compétition le 13 avril 2013 contre les Hurricanes. Devant une concurrence importante, et avec son inexpérience, il ne joue que quatre matchs comme remplaçant lors de cette première saison. Il est néanmoins titulaire lors d'une rencontre contre l'équipe de France, à l'occasion de leur tournée en Nouvelle-Zélande en juin 2013.
Il prend petit à petit de l'importance dans l'effectif des Blues, notamment grâce à ses qualités physiques et sa polyvalence entre les postes de piliers gauche et droit,. Il reste toutefois régulièrement utilisé en sortie de banc, en tant qu'impact player, où sa puissance et sa mobilité sont mieux utilisées,.
En 2020, il prend part à la rencontre entre le Nord et le Sud (en) avec l'équipe de l'île du Nord, que son équipe perd,.
En 2021, il joue son centième match avec les Blues, et prolonge son engagement avec sa franchise et la fédération néo-zélandaise jusqu'en 2023,. Plus tard la même année, son équipe remporte le Super Rugby Trans-Tasman, après une victoire en finale face aux Highlanders, mais il manque les phases finales après une blessure au genou,.

### En équipe nationale
Ofa Tu'ungafasi joue avec la sélection scolaire néo-zélandaise (en) en 2009 et 2010,,.
En 2012, il est sélectionné avec l'équipe de Nouvelle-Zélande des moins de 20 ans pour participer au championnat du monde junior 2012 en Afrique du Sud. Il dispute cinq matchs lors de la compétition, que son équipe termine à la seconde place, après une défaite contre l'Afrique du Sud,. Lors de la finale, il reçoit un carton rouge pour un échange de coups de poing avec le deuxième ligne Paul Willemse.
En mai 2016, il est retenu dans le groupe des 39 joueurs choisis par Steve Hansen pour évoluer avec les All Blacks dans le cadre de la série de test-matchs les opposant au pays de Galles,. Il obtient sa première cape internationale dans la foulée, le 25 juin 2016, lors du troisième test-match de la série contre le pays de Galles à Dunedin.
Il devient un membre régulier de l'effectif des All Blacks après juin 2017, et le départ de Charlie Faumuina en Europe. Il est principalement utilisé comme remplaçant, ne démarrant que quatre rencontres lors de ses tente premières sélections,.
Lors de la tournée d'automne 2018, il se rend coupable d'un placage à l'épaule dans la tête de l'ailier français Rémy Grosso, ce qui le blesse gravement au visage. Après ce geste, pas sanctionné par l'arbitre, il reçoit un avertissement de la part de World Rugby.
En août 2019, il est retenu dans le groupe de 31 joueurs sélectionné pour disputer la Coupe du monde au Japon. Il joue cinq rencontres lors de la compétition, toutes comme remplaçant. Son équipe termine le tournoi à une décevante troisième place.
Il est à nouveau sélectionné en 2020 par le nouveau sélectionneur Ian Foster afin de participer au Rugby Championship. Il dispute la compétition dans la peau d'un titulaire, avant de recevoir un carton rouge lors d'un match contre l'Australie le 7 novembre 2020 à Brisbane, pour placage dangereux. Sanctionné par la commission de discipline, il est suspendu pour le restant de la saison internationale.

## Palmarès

### En franchise et province
- Finaliste du NPC en 2012, 2015 et 2020 avec Auckland.
- Vainqueur du Super Rugby Trans-Tasman en 2021 avec les Blues.
- Finaliste du Super Rugby en 2022 avec les Blues.

### En équipe nationale
- Finaliste du Championnat du monde junior en 2012 avec l'équipe de Nouvelle-Zélande des moins de 20 ans.
- Vainqueur du Rugby Championship en 2016, 2017, 2018, 2020, 2021, 2022 et 2023 avec l'équipe de Nouvelle-Zélande.

## Statistiques

### En équipe nationale
Au 25 novembre 2024, Ofa Tu'ungafasi compte 68 capes avec les All Blacks, dont 13 en tant que titulaire. Il fait ses débuts avec les All Blacks le 25 juin 2016 à Sydney face au pays de Galles. Il inscrit un essai (5 points).
Sur ces rencontres, 26 sont disputées dans le cadre du Rugby Championship, où il participe aux éditions 2016, 2017, 2018, 2019, 2020, 2021, 2022, 2023 et 2024 ,.
Il participe à deux éditions de la Coupe du monde, en 2019 et en 2023. Il participe à cinq rencontres.